# 갈레리아 크라코프스카

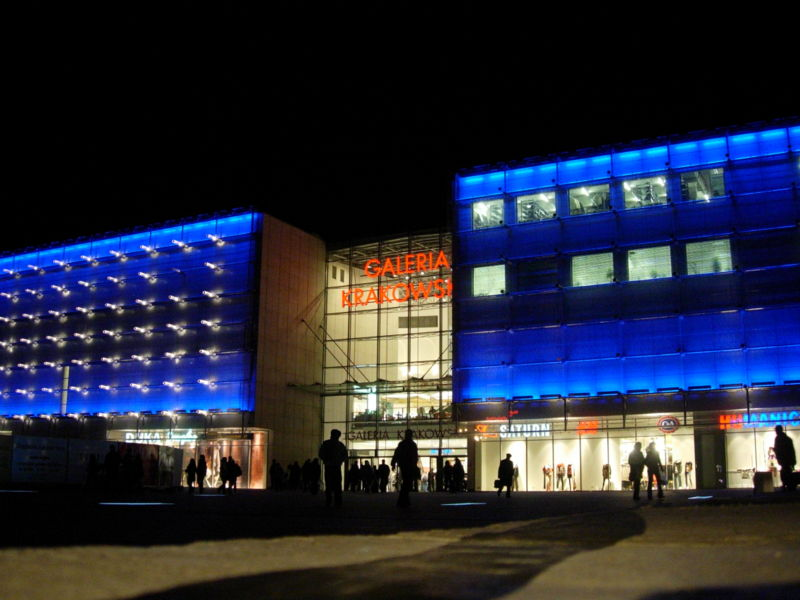
갈레리아 크라코프스카

갈레리아 크라코프스카(폴란드어: Galeria Krakowska)는 폴란드 마워폴스카주 크라쿠프에 있는 쇼핑몰이다. 크라쿠프 중앙역하고 붙어 있다.
갈레리아 크라코프스카는 2개의 옥상 쇼핑몰과 3개의 광장에 3개 층에 270개의 특산품 매장, 카페, 레스토랑을 보유하고 있다. 갈레리아 크라코프스카는 55,470 제곱미터 (600,000 ft2)가 넘는 소매 매장 면적, 4,955 제곱미터 (53,000 ft2)의 사무실, 1,400대의 주차 공간을 보유하고 있다.
이 쇼핑몰은 노베미아스코(Nowe Miasto)라는 도시 재개발 프로젝트의 일부로, 녹지에 쇼핑 센터를 짓는 대신 독일 프로젝트 개발자인 ECE가 번화한 도심에 갈레리아 크라코프스카를 개발했다. 갈레리아 크라코프스카는 폴란드 쇼핑 센터 건축의 새로운 기준을 제시했으며, 이 개발은 "대형 신규 개발" 부문에서 2008년 ICSC 유럽 쇼핑 센터 상을 수상했다.